# Further Complications
Further Complications (estilizado como "Further complications.") é o segundo álbum solo do músico britânico Jarvis Cocker, lançado no Reino Unido em 19 de maio de 2009.

## Antecedentes e produção
Em julho de 2008, Cocker conheceu Steve Albini em Chicago no Pitchfork Music Festival. Juntos testaram algumas músicas, gostaram do som e concordaram em gravar um álbum juntos. O artista de Chicago Daniel Knox canta backing vocals em "Angela" e "Hold Still". O álbum tem um som mais pesado que o de estreia Jarvis, algo que Cocker atribui ao fato de sua banda "poderia arrasar", o que o levou a escolher escrever com eles. Ele disse à BBC 6 Music: "O que tentei fazer com as coisas novas, em vez de ficar sentado esperando a inspiração chegar em algum momento - o que leva séculos - em vez disso, escrevemos coisas juntos. E é um um pouco mais alto."

## Lançamento
| Críticas profissionais | Críticas profissionais |
| Avaliações da crítica  | Avaliações da crítica  |
| Fonte                  | Avaliação              |
| ---------------------- | ---------------------- |
| AllMusic               | [ 5 ]                  |
| Drowned in Sound       | (8/10)                 |
| Entertainment Weekly   | (B+)                   |
| The Guardian           | [ 8 ]                  |
| Pitchfork              | (6.5/10)               |
| NME                    | (8/10)                 |
| PopMatters             | (8/10)                 |
| The Observer           | [ 12 ]                 |
| Rolling Stone          | [ 13 ]                 |
| Spin                   | [ 14 ]                 |
| The Sunday Times       | [ 15 ]                 |
| Uncut                  | [ 16 ]                 |

No dia do lançamento do álbum, Cocker passou duas horas trabalhando na HMV em Londres, vendendo e autografando cópias no balcão e dando aos clientes seus conselhos pessoais e recomendações sobre suas compras.
O álbum atraiu uma resposta positiva da crítica, com AllMusic dizendo que "as músicas aqui pulsam com perversão, um homem de meia-idade tendo certeza de que conseguirá um corpo tenso de 23 anos mais uma vez", e declarou que "impossível não chafurdar alegremente na inundação de sujeira desencadeada por Further Complications", enquanto a NME elogiou as "guitarras fuzz pesadas, mas respiráveis e uma estética de rock duro como granito, mas com arrogância aparafusada do lado de fora da porta do estúdio" e chamou o resultado de "um prazer absoluto".
The Guardian destacou outros atributos, dizendo que "Further Complications é melhor quando a música acalma, permitindo que as gloriosas frases do cantor sejam saboreadas", e a Entertainment Weekly escolheu Homewrecker! e "Further Complications", alegando que "serão uma surpresa definitiva para os observadores de longa data do Cocker, embora não necessariamente uma surpresa ruim", enquanto decidem que o "jogo de palavras engraçado" de Cocker é "ainda o fator dominante" em faixas como "I Never Said I Was Deep" e "Fuckingsong".

## Lista de faixas
Todas as faixas escritas e compostas por Jarvis Cocker. 
| N.º | Título                          | Duração |  |
| 1.  | "Further Complications."        | 3:16    |  |
| 2.  | "Angela"                        | 2:56    |  |
| 3.  | "Pilchard"                      | 4:01    |  |
| 4.  | "Leftovers"                     | 6:06    |  |
| 5.  | "I Never Said I Was Deep"       | 4:43    |  |
| 6.  | "Homewrecker!"                  | 3:18    |  |
| 7.  | "Hold Still"                    | 3:36    |  |
| 8.  | "Fuckingsong"                   | 3:00    |  |
| 9.  | "Caucasian Blues"               | 3:08    |  |
| 10. | "Slush"                         | 6:28    |  |
| 11. | "You're in My Eyes (Discosong)" | 8:45    |  |

| Faixas bônus da edição japonesa |                                                              |         |  |
| N.º                             | Título                                                       | Duração |  |
| 12.                             | "Apparently"                                                 |         |  |
| 13.                             | "I Found Myself Looking for God" (Lado B do single "Angela") |         |  |

## Ficha Técnica
- Jarvis Cocker – vocais, guitarra (faixas 3, 10), sintetizador (faixas 6, 8, 11), Alarme de incêndio (faixa 4), baixo (faixa 6), bandolim elétrico (faixa 9)
- Steve Mackey – baixo
- Ross Orton – bateria, tímpanos
- Simon Stafford – teclados, backing vocals, guitarra, sintetizador
- Tim McCall – guitarra
- Martin Craft – guitarra, Vox Continental, piano
- Steve Mackay – saxofone (faixa 6)

## Posições nas paradas
| Gráfico (2009)  | Pico |
| --------------- | ---- |
| UK Albums Chart | 19   |
| Billboard 200   | 155  |

Em 2009. Foi premiado com a certificação prata da Independent Music Companies Association, que indicou vendas de pelo menos 30.000 cópias em toda a Europa.